# Ma'agar Bejt Netofa
Ma'agar Bejt Netofa (hebrejsky מאגר בית נטופה , doslova Nádrž Bejt Netofa, též nazýváno Ma'agar Eškol, hebrejsky מאגר אשכול, doslova Eškolova nádrž) je soustava dvou umělých vodních nádrží v Izraeli. Nachází se na západním konci údolí Bejt Netofa v Dolní Galileji, jihovýchodně od vesnice Chanaton a cca 9 kilometrů severozápadně od města Nazaret.
Byla zbudována v rámci výstavby Národního rozvaděče vody, který je umělým vodním tokem transportujícím vodu z Galilejského jezera do centrálních a jižních částí státu Izrael. Národní rozvaděč vody prochází po celé délce údolí Bejt Netofa a je výhradním zdrojem vodní nádrže Ma'agar Bejt Netofa. Původně se uvažovalo o tom, že v rámci rozvaděče dojde v západní části údolí k výstavbě velké vodní nádrže. To ale nebylo kvůli nestabilnímu geologickému podloží realizováno a došlo k výstavbě daleko menšího vodního díla.
Vodní dílo sestává ze dvou sousedících nádrží. Horní má kapacitu 1,5 miliónu kubických metrů. Zde končí otevřený úsek Národního rozvaděče vody. Její úlohou je pomocí přirozené sedimentace pročistit vodu. Z ní voda proudí do dolní nádrže s kapacitou 4,5 milionů kubíků. Ta plní mimo jiné roli rezervního zásobníku vody. Kromě toho je tato stavba vybavena i přímým spojením pomocí potrubí o průměru 2,7 metrů, které umožňuje přímé nasávání vody z Národního rozvaděče vody, bez využití těchto nádrží. Poblíž umělého jezera se nacházejí technologické areály, kde se provádí měření kvality vody a její úprava na pitnou vodu.
Oficiální název vodního díla, Ma'agar Eškol, připomíná Leviho Eškola, izraelského politika a zakladatele vodohospodářského podniku Mekorot.